# 1-я пехотная дивизия (Франция)
1-я пехотная дивизия (Франция) (фр. Division d'infanterie de Morand) — пехотная дивизия Франции периода наполеоновских войн.

## Боевой путь дивизии

### Формирование дивизии
После возобновления войны с Англией в мае 1803 года, первый консул начал формировать большую армию в Булонском лагере для вторжения на Туманный альбион. 29 августа 1803 года был сформирован лагерь в Брюгге под началом генерала Даву, который являлся частью Армии Берегов Океана. В лагере было три пехотные дивизии. Командиром 1-й дивизии был назначен генерал Николя Удино. Дивизия первоначально состояла из четырёх пехотных полков:
- 13-го полка лёгкой пехоты;
- 30-го полка линейной пехоты;
- 51-го полка линейной пехоты;
- 61-го полка линейной пехоты[1].

29 ноября 1803 года к дивизии был добавлен 17-й полк линейной пехоты.
В битве при Ауэрштедте (14 октября 1806 года) полки Морана беглым огнём отразили атаки прусской кавалерии, а затем перешли в контрнаступление и разгромили войска герцога Брауншвейгского. Генерал Моран в этом бою был ранен в руку.
Дивизия Морана участвовала во взятии Кюстрина (1 ноября 1806 года), а также в сражениях при Чарново и Голымине.
В битве при Прейсиш-Эйлау (8 февраля 1807 года) бравый генерал получил новое ранение.
В 1809 году Моран сражается при Арнсхофене, Абенсберге, Ландсхуте, Экмюле, Регенсбурге.
В битве при Ваграме (5-6 июля 1809 года) части его дивизии смяли левый фланг австрийцев, что решило исход всего сражения.
24 июня 1812 года дивизия удостоилась чести первой переправиться на правый берег Немана, у Понемуня (в р-не Ковно) открыв, тем самым, Русскую кампанию. 
На 22 июля (3 августа) в ее составе 15 батальонов (в строю 9500 чел.).
17 августа его дивизия в ходе ожесточённого боя занимает южные предместья Смоленска.
В Смоленском сражении 5(17) августа дивизия составляла центр 1-го армейского корпуса и атаковала Рославльское предместье. Действовавший в голове 13-й легкий полк потерял 45 офицеров и ок. 1300 солдат, а 30-й линейный полк – 92 чел. убитыми и 107 ранеными. Были ранены генералы Дальтон и Грасьен. 
21 августа (2 сентября) под Гжатском она имела в строю 6330 чел. при 26-ти орудиях. 24 августа (5 сентября) дивизия, перейдя р. Колочь близ д. Алексинка, заняла расположенный там лес. Поздно вечером 17-й линейный полк был выдвинут к юго-востоку и в темноте наткнулся на одну из колонн отряда генерал-лейтенанта А. И. Горчакова. Часть полка была отрезана и штыками пробилась сквозь русские боевые порядки, потеряв 11 офицеров.
Вечером 25 августа (6 сентября) дивизия перешла в подчинение Богарне и к 3 часам утра 26 августа(7 сентября) заняла позицию близ впадения Семеновского ручья в р. Колочь. 
В Бородинской битве полки Морана атакуют Курганную высоту, неся при этом огромные потери от залпов русской артиллерии. В 10-м часу она атаковала Курганную батарею, 30-й линейный полк захватил ее, но вскоре был выбит и почти уничтожен (уцелело 268 чел., в т. ч. 11 офицеров), а генерал Бонами взят в плен. Затем в течение 4-х часов дивизия не предпринимала активных действий. Сам генерал получает ранение в челюсть (раненого генерала Морана сменил генерал Ж. П. Ланабер). Ок. 15 часов дивизия вновь двинулась на Курганную батарею, а 17-й линейный полк ворвался в русское укрепление. Возглавивший эту атаку генерал Ланабер был смертельно ранен, его сменил генерал Ж. Буайе де Ребеваль. При Бородине дивизия потеряла 130 офицеров убитыми и ранеными.
С 3(15) по 7(19) сентября дивизия размещалась на западной окраине Москвы, затем – в юго-западной части города (1-я бригада была выдвинута по Тульской дороге к Подольску). 15(27) сентября ее вновь возглавил генерал Моран. При отступлении из России дивизия участвовала в сражении при Вязьме (оставила город последней, прикрывая отход корпуса Даву), 5(17) ноября понесла тяжелый урон в бою под Красным, 15(27) ноября перешла через Березину, с 17(29) ноября конвоировала 2700 русских пленных, взятых в боях при Березине. 30 ноября (1 декабря) остатки дивизии перешли Неман близ Ковно, сохраняя порядок и дисциплину, покинули Россию и к 19(31) декабря прибыли в Торн. В февр. 1813 дивизия расформирована.
А. А. Васильев (Энциклопедия «1812»)

## Состав дивизии по датам
На 25 сентября 1805 года:
- командир — дивизионный генерал Гаспар Биссон
- начальник штаба — полковник штаба Луи Коэорн
- 1-я бригада (командир — бригадный генерал Жорж Эпплер)
  - 13-й полк лёгкой пехоты (командир — полковник Пьер Кастекс)
- 2-я бригада (командир — бригадный генерал Жозеф Демон)
  - 17-й полк линейной пехоты (командир — полковник Николя Конру)
  - 30-й полк линейной пехоты (командир — полковник Франсуа Вальтерр)
- 3-я бригада (командир — бригадный генерал Жан Дебийи)
  - 51-й полк линейной пехоты (командир — полковник Жозеф Бонне д’Онньер)
  - 61-й полк линейной пехоты (командир — полковник Жан Николя)
    - Всего: 10 батальонов, 8214 человек[2], 12 орудий[3].

На 1 октября 1806 года:
- командир — дивизионный генерал Шарль Моран
- начальник штаба — полковник штаба Луи Коэорн
- 1-я бригада (командир — бригадный генерал Жозеф Бонне д’Онньер)
  - 13-й полк лёгкой пехоты (командир — полковник Пьер Гюйарде)
- 2-я бригада (командир — бригадный генерал Этьен Бруар)
  - 17-й полк линейной пехоты (командир — полковник Робер Ланюсс)
  - 30-й полк линейной пехоты (командир — полковник Франсуа Вальтерр)
- 3-я бригада (командир — бригадный генерал Жан Дебийи)
  - 51-й полк линейной пехоты (командир — полковник Луи Бай)
  - 61-й полк линейной пехоты (командир — полковник Жан Николя)
    - Всего: 13 батальонов, 9867 человек, 13 орудий[4].

На 1 июня 1807 года:
- командир — дивизионный генерал Шарль Моран
- начальник штаба — полковник штаба Робер Дюпон д’Эрваль
- 1-я бригада (командир — бригадный генерал Этьен Рикар)
  - 13-й полк лёгкой пехоты (командир — полковник Пьер Гюйарде)
- 2-я бригада (командир — бригадный генерал Николя Гийо де Лакур)
  - 17-й полк линейной пехоты (командир — полковник Робер Ланюсс)
  - 30-й полк линейной пехоты (командир — полковник Франсуа Вальтерр)
  - 51-й полк линейной пехоты (командир — полковник Луи Бай)
- 3-я бригада (командир — бригадный генерал Франсуа Люилье)
  - 61-й полк линейной пехоты (командир — полковник Шарль Буж)
  - 65-й полк линейной пехоты (командир — полковник Луи Кутар)
    - Всего: 12 батальонов, 7185 человек, 12 орудий[5][6][7].

На 1 июля 1809 года:
- командир — дивизионный генерал Шарль Моран
- начальник штаба — полковник штаба Жан-Франсуа Делор де Глеон
- 1-я бригада (командир — бригадный генерал Николя Гийо де Лакур)
  - 13-й полк лёгкой пехоты (командир — полковник Пьер Гюйарде)
  - 17-й полк линейной пехоты (командир — полковник Жак-Жозеф Уде)
  - 30-й полк линейной пехоты (командир — полковник Жозеф Жубер)
- 2-я бригада (командир — бригадный генерал Франсуа Люилье)
  - 61-й полк линейной пехоты (командир — полковник Шарль Буж)
  - 65-й полк линейной пехоты (командир — полковник Луи Кутар)[К 1]
    - Всего: 12 батальонов, около 8700 человек, 22 орудия (без учёта 65-го)[8][9].

На 1 апреля 1812 года:
- командир — дивизионный генерал Шарль Моран
- начальник штаба — полковник штаба Жан-Франсуа Делор де Глеон
- 1-я бригада (командир — бригадный генерал барон Александр д’Альтон)
  - 13-й полк лёгкой пехоты (командир — полковник Пьер Буске)
- 2-я бригада (командир — бригадный генерал барон Пьер Грасьен)
  - 17-й полк линейной пехоты (командир — полковник Луи Вассро)
- 3-я бригада (командир — бригадный генерал Шарль Бельфонтен)
  - 30-й полк линейной пехоты (командир — полковник барон Шарль Бюке)
  - Баденский пехотный полк № 2 фон Штокхорна (командир — полковник Фридрих фон Бёклин фон Бёклинзау)
- артиллерия (командир — командир эскадрона Рагме)
  - 12-я рота 5-го полка пешей артиллерии
  - 7-я рота 1-го полка конной артиллерии
  - 1-я и 2-я роты 1-го батальона артиллерийского обоза
  - команда 7-й роты артиллерийских рабочих
  - команда гвардейской артиллерии
- инженеры (командир — командир батальона Жирарден)
  - 6-я рота 3-го батальона саперов
- обоз дивизии
  - 1-я рота 12-го батальона военного обоза
    - Всего: 17 батальонов, около 12800 человек, 28 орудий[10].

На 15 июля 1813 года:
- командир — дивизионный генерал Арман Филиппон
- 1-я бригада (командир — бригадный генерал Этьен Пушлон)
  - 7-й полк лёгкой пехоты
  - 12-й полк линейной пехоты
- 2-я бригада (командир — бригадный генерал Раймон де Монтескью-Фезенсак)
  - 17-й полк линейной пехоты
  - 36-й полк линейной пехоты
    - Всего: 14 батальонов, около 10400 человек[11].

## Организация дивизии
- штаб дивизии (фр. état-major de la division)
- 13-й полк лёгкой пехоты (фр. 13e régiment d'infanterie légère)

в составе дивизии с 29 августа 1803 года по февраль 1813 года
- 30-й полк линейной пехоты (фр. 30e régiment d'infanterie de ligne)

в составе дивизии с 29 августа 1803 года по 1 июля 1813 года
- 51-й полк линейной пехоты (фр. 51e régiment d'infanterie de ligne)

в составе дивизии с 29 августа 1803 года по 12 января 1808 года
- 61-й полк линейной пехоты (фр. 61e régiment d'infanterie de ligne)

в составе дивизии с 29 августа 1803 года по 19 апреля 1811 года
- 17-й полк линейной пехоты (фр. 17e régiment d'infanterie de ligne)

в составе дивизии с 29 ноября 1803 года по 11 ноября 1813 года
- 65-й полк линейной пехоты (фр. 65e régiment d'infanterie de ligne)

в составе дивизии с 7 марта 1807 года по 1 октября 1809 года
- 57-й полк линейной пехоты (фр. 57e régiment d'infanterie de ligne)

в составе дивизии с 9 декабря 1809 года по 19 апреля 1811 года
- 127-й полк линейной пехоты (фр. 127e régiment d'infanterie de ligne)

в составе дивизии с 19 апреля 1811 года по 24 мая 1811 года
- Баденский пехотный полк № 2 фон Штокхорна

в составе дивизии с 1812 года по 30 июня 1812 года
- 7-й полк лёгкой пехоты (фр. 7e régiment d'infanterie légère)

в составе дивизии с марта 1813 года по 11 ноября 1813 года
- 12-й полк линейной пехоты (фр. 12e régiment d'infanterie de ligne)

в составе дивизии с марта 1813 года по 11 ноября 1813 года
- 21-й полк линейной пехоты (фр. 21e régiment d'infanterie de ligne)

в составе дивизии с марта 1813 года по 1 июля 1813 года
- 36-й полк линейной пехоты (фр. 36e régiment d'infanterie de ligne)

в составе дивизии с 1 июля 1813 года по 11 ноября 1813 года
- артиллерия (фр. artillerie de la division)

## Подчинение и номер дивизии
- 1-я пехотная дивизия в лагере Брюгге Армии Берегов Океана (29 августа 1803 года);
- 1-я пехотная дивизия 3-го армейского корпуса Великой Армии (29 августа 1805 года);
- 1-я пехотная дивизия Рейнской армии (15 октября 1808 года);
- 1-я пехотная дивизия 3-го армейского корпуса Армии Германии (1 апреля 1809 года);
- 1-я пехотная дивизия Эльбского обсервационного корпуса (19 апреля 1811 года);
- 1-я пехотная дивизия 1-го армейского корпуса Великой Армии (1 апреля 1812 года).

## Командование дивизии

### Командиры дивизии
- дивизионный генерал Николя Удино (29 августа 1803 — 5 февраля 1805)
- дивизионный генерал Гаспар Биссон (2 марта 1805 — 1 ноября 1805)
- дивизионный генерал Огюст Каффарелли (1 ноября 1805 — 14 февраля 1806)
- дивизионный генерал Шарль Моран (14 февраля 1806 — 7 сентября 1812)
- бригадный генерал Жан-Пьер Ланабер (7 сентября 1812)
- бригадный генерал Жозеф Буайе де Ребваль (7 сентября 1812 — 27 сентября 1812)
- дивизионный генерал Шарль Моран (27 сентября 1812 — 17 марта 1813)
- дивизионный генерал Арман Филиппон (23 марта 1813 — 29 августа 1813)
- дивизионный генерал Жювеналь Корбино (29 августа 1813 — 1 сентября 1813)
- дивизионный генерал Луи-Викторен Кассань (1 сентября 1813 — 11 ноября 1813)

### Начальники штаба дивизии
- полковник штаба Луи Леклерк дез Эссар (29 августа 1803 — 11 января 1804)
- полковник штаба Луи Коэорн (11 января 1804 — 18 марта 1807)
- полковник штаба Робер Дюпон д’Эрваль (18 марта 1807 — 30 ноября 1808)
- полковник штаба Жан-Франсуа Делор де Глеон (1 января 1809 — 23 сентября 1812)

## Награждённые

### Знак Большого Орла ордена Почётного легиона
- Огюст Каффарелли, 8 февраля 1806 — дивизионный генерал, командир дивизии и адъютант Наполеона

### Великие офицеры ордена Почётного легиона
- Николя Удино, 14 июня 1804 — дивизионный генерал, командир дивизии
- Гаспар Биссон, 25 декабря 1805 — дивизионный генерал, бывший командир дивизии
- Огюст Каффарелли, 25 декабря 1805 — дивизионный генерал, командир дивизии и адъютант Наполеона
- Шарль Моран, 7 июля 1807 — дивизионный генерал, командир дивизии

### Команданы ордена Почётного легиона
- Жан Дебийи, 14 июня 1804 — бригадный генерал, командир бригады
- Клод Пети, 14 июня 1804 — бригадный генерал, командир бригады
- Жорж Эпплер, 14 июня 1804 — бригадный генерал, командир бригады
- Франсуа Вальтерр, 25 декабря 1805 — полковник, командир 30-го линейного
- Жан Николя, 25 декабря 1805 — полковник, командир 61-го линейного
- Этьен Рикар, 7 июля 1807 — бригадный генерал, командир 1-й бригады

### Офицеры ордена Почётного легиона
- Жозеф Бонне д’Онньер, 14 июня 1804 — полковник, командир 51-го линейного
- Франсуа Вальтерр, 14 июня 1804 — полковник, командир 30-го линейного
- Жан-Мари Дорсенн, 14 июня 1804 — полковник, командир 61-го линейного
- Николя Конру, 14 июня 1804 — полковник, командир 17-го линейного
- Луи Коэорн, 14 июня 1804 — полковник штаба, начальник штаба дивизии
- Жан-Батист Манье, 14 июня 1804 — полковник, командир 13-го лёгкого
- Жак Гронье, 14 июня 1804 — капитан 51-го линейного
- Пьер-Франсуа Паради, 14 июня 1804 — мл. лейтенант 51-го линейного
- Робер Ланюсс, 10 мая 1807 — полковник, командир 17-го линейного
- Пьер Гюйарде, 7 июля 1807 — полковник, командир 13-го лёгкого
- Луи Бай, 7 июля 1807 — полковник, командир 51-го линейного
- Шарль Буж, 7 июля 1807 — полковник, командир 61-го линейного
- Жан Шарль Бассе, 7 июля 1807 — командир батальона 65-го линейного
- Мальваль, 23 апреля 1809 — командир батальона 61-го линейного
- Филипп Васронваль, 7 июня 1809 — командир батальона 13-го лёгкого
- Гюрель, 7 июня 1809 — командир батальона 13-го лёгкого
- Плиз, 7 июня 1809 — командир батальона 30-го линейного
- Клеман, 18 июня 1809 — командир батальона 61-го линейного

### Командоры ордена Железной короны
- Шарль Моран, 23 декабря 1807 — дивизионный генерал, командир дивизии

### Кавалеры ордена Железной короны
- Луи-Викторен Кассань, 3 октября 1813 — дивизионный генерал, командир дивизии

### Командоры ордена Воссоединения
- Луи-Викторен Кассань, 24 сентября 1813 — дивизионный генерал, командир дивизии

### Комментарии
1. ↑  Выделена из состава дивизии